# V339 Большой Медведицы
V339 Большой Медведицы (лат. V339 Ursae Majoris) — одиночная переменная звезда в созвездии Большой Медведицы на расстоянии (вычисленном из значения параллакса) приблизительно 17130 световых лет (около 5252 парсеков) от Солнца. Видимая звёздная величина звезды — от +14,41m до +13,57m.

## Характеристики
V339 Большой Медведицы — пульсирующая переменная звезда типа RR Лиры (RRAB).